# Barbara Babcock
Barbara Babcock (Fort Riley in Kansas, 27 februari 1937) is een Amerikaans actrice.

## Biografie
Afgezien haar geboorte in Verenigde Staten was Babcock in haar jeugd langer in Tokio, Japan, omdat haar vader, Conrad Stanton Babcock, Jr., een generaal in het leger was. Ze leerde de Japanse taal eerder dan de Engelse taal. Ze ging naar de Miss Porter's School en later naar het Wellesley College, waar ze een klasgenoot was van Ali MacGraw. In 1994 werd ze tot een van de vijftig mooiste mensen van de wereld benoemd door het magazine People.

## Filmografie
- Star Trek (1967)
- Mission Impossible (1968)
- Day of the Evil Gun (1968)
- Star Trek (1969)
- Hogan's Heroes (1969)
- Heaven with a Gun (1969)
- The Last Child (1971)
- Bang the Drum Slowly (1973)
- Chosen Survivors (1974)
- Christmas Miracle in Caufield, U.S.A. (1977)
- Dallas (1978–1981)
- Survival of Dana (1979)
- Salem's Lot (1979) (TV)
- The Black Marble (1980)
- Hill Street Blues (1981–1985)
- Back Roads (1981)
- Memories Never Die (1982)
- The Lords of Discipline (1983)
- Quarterback Princess (1983)
- Attack on Fear (1984)
- That Was Then... This Is Now (1985)
- Murder She Wrote
- News at Eleven (1986)
- Happy Together (1989)
- Heart of Dixie (1989)
- Murder She Wrote
- The Golden Girls (1990)
- Perry Mason: The Case of the Poisoned Pen (1990)
- A Family for Joe (1990)
- Wings (1991)
- Murder She Wrote
- Far and Away (1992)
- Fugitive Nights: Danger in the Desert (1993)
- Murder She Wrote
- A Mother's Instinct (1996)
- Childhood Sweetheart? (1997)
- USMA West Point (1998)
- A Vow to Cherish (1999)
- Dr. Quinn Medicine Woman: The Movie (1999)
- The Pretender (2000)
- Space Cowboys (2000)
- Home Alone 4: Taking Back the House (2002)